# Панчаят

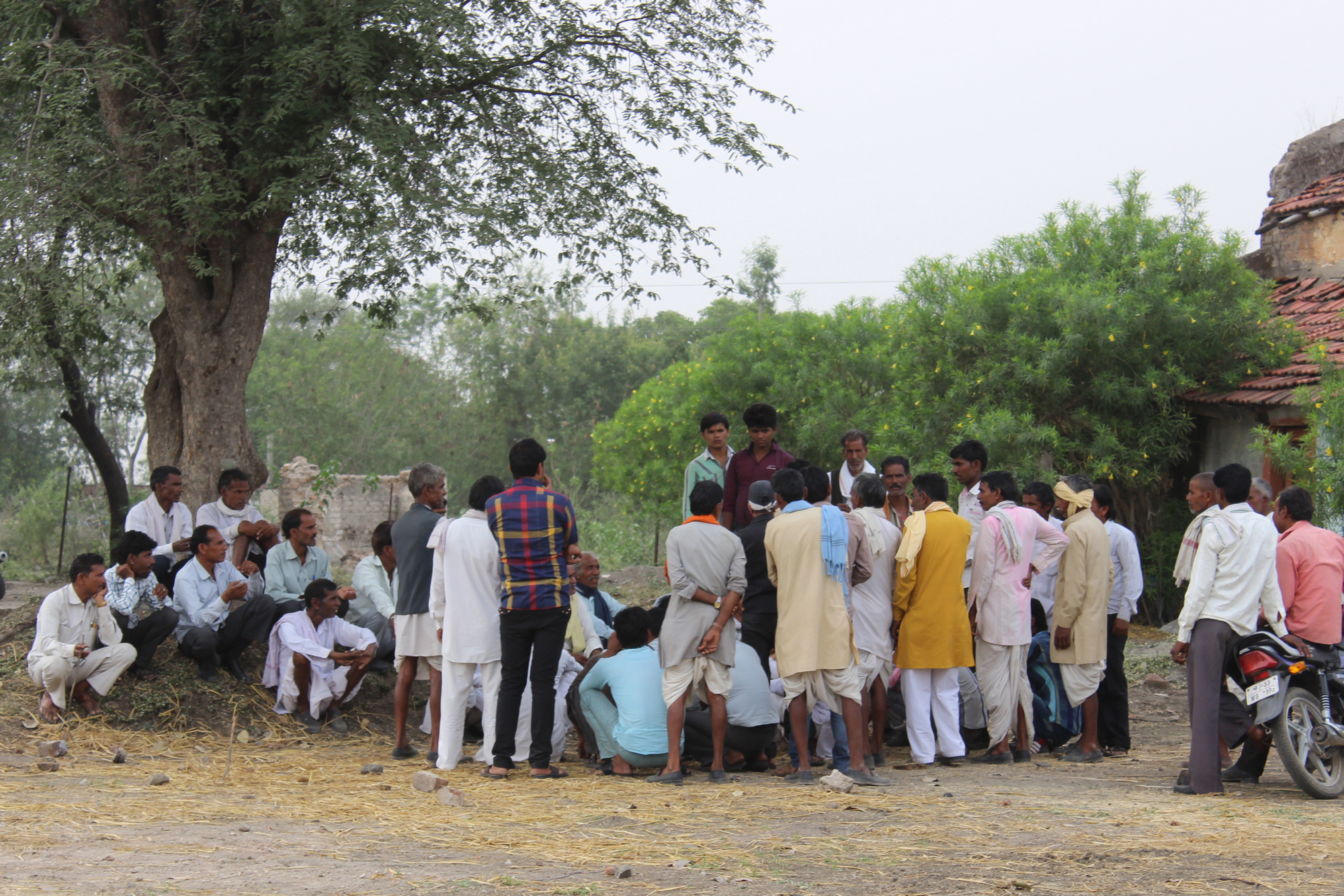
Панчаят в Нарсінггарх, Індія

Панчаят - традиційна самоорганізована сільська община в Індії, сільська республіка. Панчаят збирав податки і виплачував їх від імені села владі, а також здійснював обов'язки судової влади. По закону жоден солдат не мав право входити на територію сільських общин без дозволу царя.
Панчаяти вибиралися місцевими жителями, тому ця система управління вважається демократичною. У справи панчаятів втручалися правителі Індії. Неру вважає, що панчаяти схожі за своєю політичною системою до грецьких міст-республік, які так само були засновані арійськими племенами в Елладі.